# Primera División de Chile 1991
El Campeonato Nacional de Primera División de 1991 fue la 59ª temporada de la máxima categoría del fútbol profesional chileno.
El torneo consistió en un campeonato a dos ruedas con un sistema de todos contra todos. Contó con la participación de 16 equipos, entre los que finalmente se consagró campeón Colo-Colo, club que obtuvo el décimo octavo título en su historia y el tercero de manera consecutiva, igualando, de esta forma, lo hecho por Magallanes, entre los años 1933 y 1935. Además, el dato curioso es que en ese mismo año, Colo-Colo obtuvo la Copa Libertadores 1991, siendo el único título de Copa Libertadores de América para el Fútbol Chileno y ese motivo, hizo que el subcampeón del torneo nacional Coquimbo Unido, obtuvo un cupo directo para la Copa Libertadores 1992, por lo que Chile tuvo 3 cupos directos para dicho certamen.
En la parte baja de la tabla de posiciones, descendieron a Segunda División Provincial Osorno y Santiago Wanderers.

## Ascensos y descensos
| Pos  | Ascendidos de la Segunda División de Chile 1990 |
| ---- | ----------------------------------------------- |
| 1°   | Provincial Osorno                               |
| 2°   | Coquimbo Unido                                  |
| LIG. | Deportes Antofagasta                            |

| Pos  | Descendidos en la temporada 1990 |
| ---- | -------------------------------- |
| 15º  | Deportes Iquique                 |
| 16º  | Huachipato                       |
| LIG. | Naval                            |

## Equipos por región
| Región               | N.º | Equipos                                                                           |
| -------------------- | --- | --------------------------------------------------------------------------------- |
| Región Metropolitana | 5   | Colo-Colo, Palestino, Unión Española, Universidad Católica y Universidad de Chile |
| Antofagasta          | 2   | Cobreloa y Deportes Antofagasta                                                   |
| Coquimbo             | 2   | Coquimbo Unido y Deportes La Serena                                               |
| Valparaíso           | 2   | Everton y Santiago Wanderers                                                      |
| Biobío               | 2   | Deportes Concepción y Fernández Vial                                              |
| Atacama              | 1   | Cobresal                                                                          |
| O'Higgins            | 1   | O'Higgins                                                                         |
| Los Lagos            | 1   | Provincial Osorno                                                                 |

## Tabla de posiciones
| Pos | Equipo               | PJ | PG | PE | PP | GF | GC | Dif | Pts |
| --- | -------------------- | -- | -- | -- | -- | -- | -- | --- | --- |
| 1   | Colo Colo            | 30 | 18 | 8  | 4  | 57 | 25 | 32  | 44  |
| 2   | Coquimbo Unido       | 30 | 15 | 9  | 6  | 41 | 31 | 10  | 39  |
| 3   | Universidad Católica | 30 | 16 | 6  | 8  | 54 | 38 | 16  | 38  |
| 4   | O'Higgins            | 30 | 15 | 7  | 8  | 50 | 33 | 17  | 37  |
| 5   | Fernández Vial       | 30 | 13 | 6  | 11 | 28 | 33 | -5  | 32  |
| 6   | Cobreloa             | 30 | 13 | 5  | 12 | 57 | 40 | 17  | 31  |
| 7   | Deportes Concepción  | 30 | 11 | 9  | 10 | 43 | 49 | -6  | 31  |
| 8   | Deportes Antofagasta | 30 | 8  | 13 | 9  | 22 | 24 | -2  | 29  |
| 9   | Palestino            | 30 | 7  | 15 | 8  | 39 | 43 | -4  | 29  |
| 10  | Deportes La Serena   | 30 | 11 | 6  | 13 | 42 | 56 | -14 | 28  |
| 11  | Cobresal             | 30 | 8  | 11 | 11 | 43 | 35 | 8   | 27  |
| 12  | Unión Española       | 30 | 10 | 7  | 13 | 50 | 49 | 1   | 27  |
| 13  | Everton              | 30 | 10 | 7  | 13 | 35 | 39 | -4  | 27  |
| 14  | Universidad de Chile | 30 | 7  | 9  | 14 | 36 | 39 | -3  | 23  |
| 15  | Provincial Osorno    | 30 | 5  | 9  | 16 | 35 | 66 | -31 | 19  |
| 16  | Santiago Wanderers   | 30 | 3  | 13 | 14 | 26 | 58 | -32 | 19  |

PJ=Partidos jugados; PG=Partidos ganados; PE=Partidos empatados; PP=Partidos perdidos; GF=Goles a favor; GC=Goles en contra; Dif=Diferencia de gol; Pts=Puntos
|  | Campeón. Clasifica a la Copa Libertadores 1992 |
|  | Clasifica a Copa Libertadores 1992             |
|  | Clasifica a la Pre Liguilla Pre-Libertadores   |
|  | Juega la Liguilla de Promoción                 |
|  | Desciende a Segunda División 1992              |

## Campeón
|                                  |
| Tricampeón Colo-Colo 18.º título |
|                                  |

## Liguilla Pre-Libertadores

### Pre-Liguilla Libertadores
| Equipo Ida           | Equipo Vuelta        | Resultado Ida | Resultado Vuelta | Resultado Global |
| -------------------- | -------------------- | ------------- | ---------------- | ---------------- |
| Deportes Antofagasta | Cobreloa             | 0-0           | 3-1              | 3-1              |
| Deportes Concepción  | Fernández Vial       | 1-0           | 2-2              | 3-2              |
| O'Higgins            | Universidad Católica | 1-0           | 1-1              | 2-1              |

### Liguilla Pre-Libertadores
| Pos | Equipo               | PJ | PG | PE | PP | GF | GC | Dif | Pts |
| --- | -------------------- | -- | -- | -- | -- | -- | -- | --- | --- |
| 1   | Universidad Católica | 3  | 3  | 0  | 0  | 8  | 2  | 6   | 6   |
| 2   | O'Higgins            | 3  | 1  | 1  | 1  | 2  | 3  | -1  | 3   |
| 3   | Deportes Antofagasta | 3  | 1  | 0  | 2  | 3  | 4  | -1  | 2   |
| 4   | Deportes Concepción  | 3  | 0  | 1  | 2  | 2  | 6  | -4  | 1   |

PJ=Partidos jugados; PG=Partidos ganados; PE=Partidos empatados; PP=Partidos perdidos; GF=Goles a favor; GC=Goles en contra; Dif=Diferencia de gol; Pts=Puntos
|  | Clasifica a la Copa Libertadores 1992 |

## Liguilla de Promoción
Los 4 equipos que participaron en esa liguilla, tenían que jugar en una sola sede, en este caso en la capital Santiago, teniendo como escenario al Estadio Nacional y lo disputaron en un formato de todos contra todos en 3 fechas. Los 2 primeros jugarán en Primera División para el año 1992, mientras que los 2 últimos jugarán en Segunda División para el mismo año mencionado.
| Pos | Equipo                | PJ | PG | PE | PP | GF | GC | Dif | Pts |
| --- | --------------------- | -- | -- | -- | -- | -- | -- | --- | --- |
| 1   | Everton               | 3  | 2  | 1  | 0  | 4  | 1  | 3   | 5   |
| 2   | Universidad de Chile  | 3  | 2  | 0  | 1  | 7  | 2  | 5   | 4   |
| 3   | Soinca Bata           | 3  | 1  | 1  | 1  | 4  | 3  | 1   | 3   |
| 4   | Deportes Puerto Montt | 3  | 0  | 0  | 3  | 1  | 10 | -9  | 0   |

PJ=Partidos jugados; PG=Partidos ganados; PE=Partidos empatados; PP=Partidos perdidos; GF=Goles a favor; GC=Goles en contra; Dif=Diferencia de gol; Pts=Puntos
|  | Jugarán en Primera División de Chile 1992 |
|  | Jugarán en Segunda División de Chile 1992 |

Fecha 1
| 26 de diciembre de 1991 | Everton                     | 2:1 | Deportes Puerto Montt | Estadio Nacional, Santiago |  |
|                         | Jaime Baeza · Eduardo Cofré |     | Sergio Casas          |                            |  |

| 26 de diciembre de 1991 | Universidad de Chile                               | 3:0 | Soinca Bata | Estadio Nacional, Santiago |  |
|                         | Franz Arancibia · Christian Torres · Mariano Puyol |     |             |                            |  |

Fecha 2
| 28 de diciembre de 1991 | Everton | 0:0 | Soinca Bata | Estadio Nacional, Santiago |  |

| 28 de diciembre de 1991 | Universidad de Chile                                                | 4:0 | Deportes Puerto Montt | Estadio Nacional, Santiago |  |
|                         | Carlos Morales · Cristián Mora · Franz Arancibia · Christian Torres |     |                       |                            |  |

Fecha 3
| 30 de diciembre de 1991 | Deportes Puerto Montt | 0:4 | Soinca Bata                                    | Estadio Nacional, Santiago |  |
|                         |                       |     | Ariel Fabbiani · Juan Carlos Puga · Luis Cueto |                            |  |

| 30 de diciembre de 1991 | Everton                            | 2:0 | Universidad de Chile | Estadio Nacional, Santiago |  |
|                         | Eduardo Cofré · Juan Carlos Guarda |     |                      |                            |  |

- Los 4 equipos participantes en esta liguilla, mantienen sus puestos en sus respectivas categorías para el año 1992.

## Goleadores
| Jugador                | Equipo               | Goles |
| ---------------------- | -------------------- | ----- |
| Rubén Martínez         | Colo-Colo            | 23    |
| Aníbal González        | Unión Española       | 22    |
| Marco Antonio Figueroa | Cobreloa             | 21    |
| Juan Carlos Almada     | Deportes Concepción  | 21    |
| Carlos Gustavo de Luca | O'Higgins            | 21    |
| Pedro González         | Coquimbo             | 12    |
| Juan Covarrubias       | Cobreloa             | 11    |
| Andrés Roldán          | Provincial Osorno    | 11    |
| José Antonio Castro    | Universidad de Chile | 11    |
| José Luis Sánchez      | Provincial Osorno    | 10    |
| Cristián Olguín        | Coquimbo Unido       | 9     |
| Juan Castillo          | Deportes La Serena   | 9     |
| Jorge Contreras        | Universidad Católica | 9     |
| Gerardo Reinoso        | Universidad Católica | 9     |
| Sergio Salgado         | Deportes Antofagasta | 8     |
| Pedro Pablo Díaz       | Everton              | 8     |
| Álvaro Vergara         | Fernández Vial       | 8     |
| Gabriel Díaz           | Deportes La Serena   | 8     |
| Fidel Suárez           | Cobresal             | 8     |
| Rodrigo Barrera        | Universidad Católica | 8     |
| Mariano Puyol          | Universidad de Chile | 8     |

### Hat-Tricks & Pókers
Aquí se encuentra la lista de hat-tricks y póker de goles (en general, tres o más goles marcados por un jugador en un mismo encuentro) conseguidos en la temporada.
| Fecha                    | Jugador                | Goles | Partido                                     |
| ------------------------ | ---------------------- | ----- | ------------------------------------------- |
| 28 de abril de 1991      | Gerardo Reinoso        | 4     | Universidad Católica vs. Santiago Wanderers |
| 12 de mayo de 1991       | Carlos Gustavo de Luca | 3     | O'Higgins vs Santiago Wanderers             |
| 27 de julio de 1991      | Aníbal González        | 4     | Unión Española vs Universidad Católica      |
| 1 de agosto de 1991      | Rubén Martínez         | 4     | Colo-Colo vs Unión Española                 |
| 15 de septiembre de 1991 | Marco Antonio Figueroa | 3     | Cobreloa vs Deportes La Serena              |
| 22 de septiembre de 1991 | Rubén Martínez         | 4     | Unión Española vs Colo-Colo                 |
| 20 de octubre de 1991    | Carlos Gustavo de Luca | 3     | O'Higgins vs Palestino                      |
| 20 de octubre de 1991    | Juan Carlos Almada     | 3     | Deportes Concepción vs Unión Española       |
| 10 de noviembre de 1991  | Aníbal González        | 3     | Unión Española vs Deportes La Serena        |
| 1 de diciembre de 1991   | Carlos Ramos           | 3     | Cobresal vs Provincial Osorno               |
| 1 de diciembre de 1991   | Fidel Suárez           | 4     | Cobresal vs Provincial Osorno               |
| 8 de diciembre de 1991   | Aníbal González        | 3     | Provincial Osorno vs Unión Española         |

## Entrenadores
| Listado de Entrenadores | Listado de Entrenadores | Listado de Entrenadores | Listado de Entrenadores |
| Equipo                  | Entrenador              | Jornadas                |                         |
| ----------------------- | ----------------------- | ----------------------- | ----------------------- |